# Leishmania major
Leishmania major é uma espécie de protozoário flagelado da família Trypanosomatidae. A espécie é o agente etiológico da leishmaniose cutânea do Velho Mundo.
A espécie foi descrita em 1914 por Vasili Larionovich Yakimoff e Schokhor como Leishmania tropica major. Bray e colaboradores elevaram-na a espécie distinta em 1973.